# Diaphus regani
Diaphus regani är en fiskart som beskrevs av Tåning 1932. Diaphus regani ingår i släktet Diaphus och familjen prickfiskar. Inga underarter finns listade i Catalogue of Life.